# Oğlaktepe, Erzincan
Oğlaktepe là một xã thuộc thành phố Erzincan, tỉnh Erzincan, Thổ Nhĩ Kỳ. Dân số thời điểm năm 2010 là 202 người.